# نورای دلیکتاش
نورای دلیکتاش (Nuray Deliktaş؛ متولد ۱۹۷۱) یک تکواندوکار زن ترک و قهرمان سابق اروپا است. در حال حاضر، او به عنوان مربی تیم ملی ترکیه خدمت می‌کند.
وی در سال ۱۹۷۱ در منطقه بوکا، ازمیر، ترکیه متولد شد. در سال ۱۹۸۰، تمرین تکواندو را شروع کرد. پس از اتمام دبیرستان، در دانشگاه اژه تحصیلات تربیت بدنی و ورزش را گذراند و به عنوان استاد فارغ‌التحصیل شد. در حال حاضر، او در یک هنرستان در ازمیر تدریس می‌کند.
در سال ۱۹۹۱، دلیکتاش در اولین حضور خود در مسابقات قهرمانی ترکیه در رده بزرگسالان قهرمان کشور شد. دلیکتاش در ۱۹ مبارزه رسمی در ۸ رقابت بین‌المللی شرکت کرد و در ۱۳ مسابقه پیروز شد. در سال ۱۹۹۹، از رقابت ورزشی بازنشسته شد، و در حال حاضر به عنوان مربی در باشگاه ورزشی سود و برای تیم ملی ترکیه فعالیت می‌کند.
دلیکتاش متأهل و مادر یک فرزند است.